# 2021年2月逝世人物列表
2021年逝世人物列表：1月 - 2月 - 3月 - 4月 - 5月 - 6月 - 7月 - 8月 - 9月 - 10月 - 11月 - 12月
2021年2月逝世人物列表，是用于汇总2021年2月期间逝世人物的列表。

## 依日期排序

### 28日
- 郑旭，64岁，中国企业家，香港先通投资集团董事长，第十二届全国政协委员。[1]
- 米蘭·班迪奇（英语：Milan Bandić），65岁，克羅埃西亞政治人物，萨格勒布市長（2000年－2002年，2005年起）。[2]
- 格伦·罗德尔（英語：Glenn Victor Roeder），65岁，英格兰足球教练，曾执教多支英超球队。[3]
- 李义，68岁，中国政治人物，白银市政协副主席（2007年－2012年）。[4]
- 森本葵（日語：森本 葵），81岁，日本田径运动员。[5]
- 万海，89岁，中国政治人物，原南昌市公安局局长。[6]
- 玛依努尔·哈斯木（維吾爾語：ماھىنۇر قاسىم‎，拉丁维文：Mahinur Qasim），91岁，中国政治人物，新疆维吾尔自治区人大常委会副主任（1979年－1993年）、全国妇联副主席（1979年－1998年）。[7]
- 威廉·利勒（英語：William Liller），93岁，美国天文学家。[8]
- 魏幼謙，95歲，台灣雲林縣哨角工藝師傅。[9]
- 邓运波，97岁，中国政治人物，中国农业科学院农田灌溉研究所原党委书记、副所长。[10]

### 27日
- 吳孟達，69歲，香港藝人、演員，曾獲香港電影金像獎最佳男配角，因肝癌離世。[11]
- 帕特里克·奥盖（法語：Patrick Hoguet），80岁，法国政治人物，曾任国民议会议员。[12]
- 张海潮，85岁，中国政治人物，德州市政协原副主席。[13]
- 仇涌，87岁，中国政治人物，原天津市体育运动委员会主任。[14]
- 谷源岵，89岁，中国政治人物，原江淮客车制造厂党委书记。[15]
- 陈明山，89岁，中国人民解放军海军中将，海军副司令员（1988年－1994年）。[16]
- 胡安·安东尼奥·博莱亚（西班牙語：Juan Antonio Bolea），90岁，西班牙政治人物，众议院议员（1977年－1979年）。[17]
- 张传玺，94岁，中国历史学家，北京大学教授。[18]

### 26日
- 臧运金，56岁，中国器官移植专家，青岛大学附属医院器官移植中心主任。[19]
- 任毅华，64岁，中国摄影家，湖北省摄影家协会副主席。[20]
- 续清，66岁，中国工艺美术家，北京真丝手绘艺术代表性传承人。[21]
- 李毓珊，77岁，中国舞蹈教育家，中央民族歌舞团原团长，中国舞蹈家协会原副主席。[22]
- 迈克尔·索马雷爵士（英語：Sir Michael Somare），84岁，巴布亞紐幾內亞國父、首任總理。[23]
- 姚秉彦，84岁，中国缅甸语专家，北京大学外国语学院教授。[24]
- 皮树桐，91岁，中国政治人物，原天津市卫生局党委书记。[25]
- 黄禩希，91岁，中国地理教育工作者，南京师范大学副教授。[26]
- 蔡一鸣，92岁，台湾收藏家，清翫雅集创始会长。[27]
- 刘靖，104岁，中国抗日战争老兵。[28]

### 25日
- 约翰·格德特（英語：John Geddert），63岁，美国竞技体操教练，自杀身亡。[29]
- 蔡水况，81岁，中国工艺美术大师，现代漆线雕创始人。[30]
- 徐秉金，81岁，中国政治人物，原对外贸易经济合作部部长助理。[31]
- 菅谷政子（日語：菅谷 政子），83歲，日本聲優。[32]
- 赵登山，88岁，中国古筝演奏家，山东派古筝国家级非遗传承人。[33]
- 尹荣山，89岁，中国政治人物，原石家庄市交通局副局长。[34]
- 李光杓（韓語：이광표），90岁，韩国政治人物，文化公报部长官（1980年－1982年）。[35]

### 24日
- 高保利，44岁，中国男歌手，死于车祸。[36]
- 陈泽华，45岁，中国新闻工作者，《新疆法制报》首席记者。[37]
- 安東尼奧·卡特里卡（義大利語：Antonio Catricalà），69岁，義大利律師、政治人物，競爭和市場管理局主席（2005年－2011年）、部長會議秘書（2011年－2013年）、經濟發展部副部長（2013年－2014年）、羅馬機場股份公司董事長（2017年起）。[38]
- 李亚西，75岁，中国环保工程师，李天佑长子。[39]
- 秦佑国，77岁，中国建筑学家，清华大学建筑学院院长（1997年－2004年）。[40]
- 张立贵，79岁，中国政治人物，中国移动通信集团公司总经理（2000年－2004年）。[41]
- 王晓达，81岁，中国科幻作家。[42]
- 陈应先，88岁，中国铁路工程师。（讣闻公开日期）[43]
- 宫城淳（日語：宫城 淳），89岁，日本网球运动员。[44]
- 高惠亭，92岁，中国政治人物，原江西九二盐矿党委书记。[45]
- 王成义，93岁，中国皮肤病防治专家，广西皮肤病防治研究所名誉所长。[46]
- 乔伟，94岁，中国语言学家，波恩大学教授。[47]

### 23日
- 张放，77岁，中国教育工作者，江苏省华罗庚中学原副校长。[48]
- 让·格勒内（法語：Jean Grenet），81岁，法国政治人物，巴约讷市长（1995年－2014年）。[49]
- 玛格丽特·马龙（英语：Margaret Maron），82岁，美国悬疑作家，曾获爱伦·坡奖、阿加莎奖（英语：Agatha Award）。[50]
- 朱东阳，87岁，中国政治人物，湖南省人大常委会副主任（1993年－1998年）。[51]
- 夏治平，88岁，中国中医师，南京中医药大学博士生导师。[52]
- 庄守经，89岁，中国图书馆学家，北京大学图书馆馆长（1983年－1993年）。[53]
- 杨玉涛，89岁，中国军事人物，原衡阳军分区政治委员。[54]
- 艾哈邁德·扎基·亞瑪尼（英语：Ahmed Zaki Yamani），90岁，沙特阿拉伯政治人物，石油和礦產資源部長（1962年－1986年）、江詩丹頓前大股東。[55]
- 彭自立，92岁，中国政治人物，襄阳市人民检察院原副检察长。[56]
- 王志忠，92岁，中国政治人物，中共拉萨市委原秘书长。[57]
- 王颐桢，93岁，中国政治人物，国家海洋局第一海洋研究所原副所长。[58]
- 何耀，97岁，中国政治人物，中共内蒙古自治区纪委原书记。[59]

### 22日
- ，43歲，義大利外交官，駐剛果民主共和國大使（2017年起），遭槍擊身亡。[60]
- 应建设，67岁，中国律师，安徽省律师协会原副会长。[61]
- 路怀中，75岁，中国山水画家。[62]
- 刘英金，75岁，中国政治人物，中国气象局原副局长。[63]
- 向欣然，80岁，中国建筑学家，中南建筑设计院原副总建筑师，第七届全国人大代表。[64]
- 伊万·库兹涅佐夫（俄語：Иван Кузнецов），83岁，俄罗斯外交官，外交部副部长（1996年－1997年）。[65]
- 李棣生，85岁，中国山水画家，台州市美术家协会原主席。[66]
- 尹辛淑，90岁，中国朝鲜语专家，北京大学外国语学院副教授。[67]
- 刘中山，91岁，中国军事人物，原国防科学技术大学政治委员。[68]
- 刘平之，95岁，中国政治人物，鲁迅美术学院党委书记（1983年－1988年）。[69]
- 勞倫斯·弗林蓋蒂（英語：Lawrence Ferlinghetti），101歲，美國詩人、畫家、社會活動家、城市之光書店建立者，因肺功能退化去世。[70]

### 21日
- 茲拉特科·薩拉切維奇，59岁，克羅地亞手球運動員、教練，1996年亞特蘭大奧運金牌得主。[71]
- 周亚滨，66岁，中国政治人物，原重庆市卫生局卫生监督所党委书记。[72]
- 林靖忠，84岁，新加坡政治人物，人民协会前总执行理事长。[73]
- 李士荣，92岁，中国政治人物，河南省平顶山市中级人民法院院长（1979年－1991年）。[74]
- 林鹏，93岁，中国书法家，山西省书法家协会原主席。[75]
- 平井英子（日語：平井 英子），104歲，日本童謠歌手，代表歌曲《兔子舞》（兎のダンス）。[76]

### 20日
- 刘对良，63岁，中国政治人物，沙河市人大常委会原副主任。[77]
- 安田猛（日語：安田 猛），73歲，日本職業棒球運動員，前日本職棒養樂多隊王牌投手，因癌症病逝[78][79]。
- 黄浩，87岁，中国政治人物，广东省政协副主席（1993年－1998年）。[80]
- 张毓琪，87岁，中国环境科学家，南开大学教授。[81]
- 王庄穆，88岁，中国丝绸专家，中国丝绸协会原秘书长。[82]
- 潘曙斌，90岁，中国政治人物，岳阳市人大常委会原副主任。[83]
- 黃崑濱，92歲，台灣農民，曾任中華民國總統府國策顧問，病逝。[84]
- 阮西湖，93岁，中国社会人类学家，中国世界民族学会名誉会长。[85]
- 苏园，97岁，中国书法家，四川省书法家协会原顾问。[86]

### 19日
- 张永仲，78岁，越南副總理（2006年－2011年）。[87]
- 利奧波德·利彭斯伯爵（荷蘭語：Leopold Lippens），79岁，比利時貴族、政治人物，克諾克-海斯特市長（1979年起），白血病。[88]
- 阿圖羅·迪·莫迪卡（英語：Arturo Di Modica），80歲，美國雕塑家，華爾街銅牛創作者，癌症。[89]
- 杨永青，81岁，中国政治人物，原池州地区行政公署商业局局长。[90]
- 苏双碧，87岁，中国历史学家，《求是》杂志社原副总编辑。[91]
- 曲圣年，88岁，中国力学家，北京大学工学院教授。[92]
- 刘夫生，89岁，中国政治人物，曾任湖南省政协主席（1998年－2001年）、省人大常委会主任、省委副书记。[93][94]
- 郝振易，93岁，中国秦腔艺术家。[95]

### 18日
- 胡安·保羅·摩爾（西班牙语：Juan Pablo Mohr），34岁，智利登山运动员，5日在喬戈里峰失踪，18日官方宣布死亡。[96]
- 阿里·薩帕拉，45岁，巴基斯坦登山运动员，5日在喬戈里峰失踪，18日官方宣布死亡。[96]
- 約翰·斯諾里·西古爾瓊森（英语：John Snorri Sigurjónsson），48岁，冰岛登山运动员，5日在喬戈里峰失踪，18日官方宣布死亡。[96]
- 安德烈·米亚赫科夫（俄語：Андрей Мягков），82岁，俄罗斯演员。[97]
- 刘万琪，85岁，中国雕塑家，贵州大学美术学院教授。[98]
- 施舟人（英語：Kristofer Marinus Schipper），86歲，瑞典汉学家。[99]
- 黄桢，86岁，中国天文学家，中国科学院乌鲁木齐人造卫星观测站原站长。[100]
- 約書亞·薩吉（英语：Yehoshua Sagi），87歲，以色列政治人物，以色列軍事情報局局長（1979年－1983年）、以色列議會議員（1988年－1992年）、巴特亞姆市長（1993年－2003年）、以色列駐菲律賓大使（2003年－2007年）。[101]
- 张清明，87岁，中国猕猴桃栽培专家。[102]
- 张彭，87岁，中国戏曲编剧，山东省戏剧家协会原副主席。[103]
- 张茂宜，91岁，中国抗日战争老兵。[104]

### 17日
- 何强，45岁，中国会计学者，上海理工大学副教授。[105]
- 张海波，57岁，中国企业人物，南方基金管理股份有限公司董事长。[106]
- 张其民，64岁，中国政治人物，曾任黄山市工商联党组书记、市委督查组督查员。[107]
- 拉什·林博（英語：Rush Limbaugh），70歲，美國廣播界人物，保守派廣播節目主持人，2020年「總統自由勳章」得主，死于肺癌。[108]
- 賽義夫·謝里夫·哈馬德（英语：Seif Sharif Hamad），77歲，坦尚尼亞政治人物，尚吉巴第一副總統（2010年－2016年，2020年起）、尚吉巴首席部長（1984年－1988年）。[109]
- 米兆华，79岁，中国政治人物，山东省齐河县政协原主席。[110]
- 刘修明，80岁，中国历史学家，上海社会科学院历史研究所研究员。[111]
- 倪朝烁，81岁，中国化学家，北京大学化学与分子工程学院研究员。[112]
- 詹路易吉·萨卡罗（義大利語：Gianluigi Saccaro），82岁，意大利击剑运动员。[113]
- 朱茂松，89岁，中国政治人物，岳阳市政协原副主席。[83]
- 瑪莎·史都華（英语：Martha Stewart (actress)），98歲，美國演員。[114]
- 张敏，101岁，中国政治人物，原四川省轻工局局长。[115]

### 16日
- 吳培華，年齡不詳，台灣女性考古學者，清大博士後研究員，罹患癌症病逝。曾參與臺灣基隆市和平島平一路，西班牙《諸聖教堂考古遺址》之考古挖掘工作。[116][117]
- 傅援朝，70岁，中国政治人物，新疆生产建设兵团发展改革委原党组书记、副主任。[118]
- 华正兴，75岁，中国企业家，重庆啤酒股份有限公司原董事长，全国劳动模范。[119]
- 李金楼，77岁，中国政治人物，原南昌高等专科学校党委书记。[120]
- 車秀明（韓語：차수명），80岁，韩国政治人物，国会议员（1992年－2000年）。[121]
- 古斯塔沃·諾沃亞（西班牙語：Gustavo Noboa），83岁，厄瓜多政治人物，總統（2000年－2003年）、副總統（1998年－2000年）。[122]
- 何塞·阿尔瓦雷斯·德帕斯（西班牙語：José Álvarez de Paz），85岁，西班牙政治人物，众议院议员（1979年－1987年）。[123]
- 王敬骝，85岁，中国语言学家，云南省民族研究所原副所长。[124]
- 刘振兴，90岁，中国政治人物，黑龙江省司法厅原副厅长。[125]
- 武步云，91岁，中国法学家，西北政法大学教授。[126]
- 邓福村，91岁，中国基督教牧师，曾任中国基督教三自爱国运动委员会副主席，第九、十届全国政协委员。[127]
- 潘立宙，93岁，中国地质力学家，上海大学教授。[128]
- 张秋华，96岁，中国俄罗斯文学研究学者，北京大学教授，第四届全国政协委员。[129]
- 李特特，97岁，中国政治人物，中国扶贫基金会终身理事，李富春之女。[130]

### 15日
- 苏安励（英語：Arne Sorenson），62岁，美国商人，万豪国际总裁兼首席执行官。[131]
- 陸耀祖，67歲，台灣企業人物，信實保全董事長。[132]
- 莱奥波尔多·卢克（西班牙語：Leopoldo Luque），71岁，阿根廷足球运动员，死于COVID-19。[133]
- 鲁什·努里·沙维斯，74岁，伊拉克政治人物，伊拉克庫爾德斯坦總理（1996年－1999年）、伊拉克副總理（2005年－2006年，2009年－2014年，2014年－2015年）。[134]
- 崔侊洙（韓語：최광수），85岁，韩国政治人物，外务部长（1986年－1988年）。[135]
- 尤畏，85岁，中国新闻工作者，《中国青年报》原群工部主任、新闻研究所副所长。[136]
- 蔡鸿生，87岁，中国历史学家，中山大学教授。[137]
- 白基玩（朝鲜语：백기완），89岁，韓國民間活動人士，韩国统一问题研究所主任。[138]
- 李孟达，84岁，中国妇科肿瘤专家，中山大学附属肿瘤医院教授。[139]
- 钱岐山，92岁，中国军医，江西省儿童医院原党总支书记。[140]
- 王奎英，97岁，中国政治人物，重庆市沙坪坝区人大常委会原副主任。[141]

### 14日
- 谢尔盖·卡梅舍夫（烏克蘭語：Камишев Сергій），64岁，乌克兰政治人物、外交官，驻华大使（2004年－2009年，2020年起），因心脏病发作去世。[142]
- 任建华，75岁，中国北路梆子表演艺术家，一级演员。[143]
- 维·贾·穆·洛库班达拉，79岁，斯里兰卡政治人物，萨伯勒格穆沃省省长（2010年－2015年），死于COVID-19。[144]
- 花文廷，85岁，中国有机化学家，北京大学教授。[145]
- 包永新，88岁，中国文艺理论家，延安大学教授。[146]
- 卡洛斯·梅內姆（西班牙語：Carlos Saúl Menem Akil），90岁，阿根廷政治人物，前總統（1989年－1999年）。[147]
- 韩双，91岁，中国政治人物，原中国人民警官大学副校长。[148]
- 扬·米哈伊·帕切帕（羅馬尼亞語：Ion Mihai Pacepa），92岁，罗马尼亚间谍，死于COVID-19。[149]
- 陈仲豪，98岁，中国政治人物，原汕头大学图书馆馆长。[150]

### 13日
- 赵为恒，72岁，中国电影导演，中国电影家协会理事。[151]
- 辛约·哈里·萨伦达扬（英语：Sinyo Harry Sarundajang），76歲，印尼政治人物，印尼駐菲律賓、馬紹爾群島、帛琉大使（2018年起）、北蘇拉威西省省長（2005年－2010年，2010年－2015年）。[152]
- 曹二俚，76岁，中国政治人物，抚州市人大常委会原副主任。[153]
- 王国轩，81岁，中国古籍整理工作者，中华书局编审。[154]
- 杨在葆，85岁，中国电影男演员。[155]
- 倪大奇，86岁，中国政治学者，复旦大学教授。[156]
- 刘兴，87岁，中国政治人物，原国家体委办公厅主任。[157]
- 阿尔韦托·奥利亚特（西班牙語：Alberto Oliart），92岁，西班牙政治人物，国防大臣（1981年－1982年）。[158]
- 江立，97岁，中国政治人物，江苏省科协原副主席。[159]
- 李全贵，100岁，中国军事人物，原南京政治学校副校长。[160]

### 12日
- 卜昭晖，82岁，中国园林设计专家，杭州市政协原副主席。[161]
- 威廉·谢尔维（法語：William Chervy），83岁，法国政治人物，参议院议员（1981年－1998年）。[162]
- 朱锦华，86岁，中国京剧丑角表演艺术家，北京京剧院演员。[163]
- 齐世和，91岁，中国政治人物，泉州市政协原副主席。[164]
- 朱秀媛，92岁，中国药学家，原中国医学科学院药物研究所研究员。[165]
- 叶夫根尼·巴申贾吉扬（俄語：Евгений Башинджагян），96歲，蘇聯政治人物，蘇聯汽車工業部第一副部長（1977年－1986年）。[166]
- 孙双根，99岁，中国老红军。[167]

### 11日
- 戴子郎，64岁，台灣賭神，死於心肌梗塞[168]。
- 张伯利，84岁，中国政治人物，揭阳市政协原副主席。[169]
- 郭元祥，93岁，中国政治人物，原济南市园林管理局局长。[170]
- 张瑾瑜，94岁，中国护士，福建省护理学会原理事长，第34届国际南丁格尔奖章获得者。[171]
- 艾沙道尔·辛格（英語：Isadore Singer），96岁，美国数学家，麻省理工学院教授。[172]
- 斯圖爾特·普雷斯特利·布雷克（英语：S. Prestley Blake），106歲，美國企業家，Friendly's（英语：Friendly's）餐廳聯合創始人。[173]

### 10日
- 张钦文，49岁，中国政治教育工作者，南京审计大学副校长。[174]
- 俞景陆，75岁，中国政治人物，曾任江西省政协常委、上饶市政协副主席。[175]
- 拉里·弗林特（英語：Larry Flynt），78岁，美國企業家，拉里·弗林特出版集团（英语：Larry Flynt Publications）总裁。[176]
- 刘沛生，80岁，中国政治人物，滁州市人大常委会原副主任。[177]
- 杨显明，82岁，中国政治人物，河南省政协副主席（1998年－2003年）。[178]
- 王福祥（网名：耀杨他姥爷），83岁，中国网红，肺炎。[179]
- 王飛，83歲，中華民國外交官，曾任外交部政務次長。[180]
- 陳華嶽，88岁，菲律宾新闻工作者，《世界日报》前社长。[181]
- 鶴岡洋（日語：鶴岡 洋），88岁，日本政治人物，参议院运输委员长（1984年－1986年）。[182]
- 塔马兹·卡姆克列利泽，91岁，格鲁吉亚语言学家，国家科学院院长（2005年－2013年）。[183]
- 黄心川，92岁，中国宗教学者，中国社会科学院荣誉学部委员。[184]
- 檀怀侠，94岁，中国政治人物，黄山市政协原副主席。[185]
- 李士俊，96岁，中国新闻工作者，杭州日报社编辑。[186]
- 徐之河，103岁，中国经济学家，上海社会科学院原部门经济研究所所长。[187]

### 9日
- 严幸智，56岁，中国翻译家，广西师范大学外国语学院教授。[188]
- 拉吉夫·卡浦爾（英语：Rajiv Kapoor），58岁，印度电影演员，卡浦爾家族成员之一，死于心脏病发作。[189]
- 罗兰·沙桑（法語：Roland Chassain），74岁，法国政治人物，国民议会议员（2002年－2007年）。[190]
- 李杏元，77岁，中国政治人物，原武汉市广播电视局副局长。[191]
- 奇克·柯瑞亞（英語：Chick Corea），79歲，美國爵士鍵盤手與作曲家，樂團回歸永恆（英语：Return to Forever）的成員，死于癌症。[192]
- 王炳文，86岁，中国翻译家，中国社会科学院哲学研究所译审。[193]
- 高马士（捷克語：Josef Kolmaš），87歲，捷克汉学家。[194]
- 佛朗哥·馬里尼（英语：Franco Marini），87歲，義大利政治人物，共和國參議院議長（2006年－2008年）、勞動和社會保障部長（1991年－1992年），死於COVID-19。[195]
- 柳清众，93岁，中国政治人物，黄山市人大常委会原副主任。[196]

### 8日
- 魏振恩，58歲，台灣詩人，聖約翰科技大學應用英語系教授，死於車禍。[197]
- 玛丽·威尔逊（英語：Mary Wilson），76岁，美国女歌手。60年代著名黑人女子組合The Supremes成員。[198]
- 鲍里斯·穆耶夫（俄語：Борис Муев），78岁，苏联政治人物，俄共卡尔梅克共和国委员会第一书记（1990年－1991年）。[199]
- 森山周一郎（日語：森山 周一郎），86歲，日本男演員，代表作《紅豬》男主角配音員，死於肺炎[200][201]。
- 阿纳托利·列昂季耶夫（俄語：Анатолий Леонтьев），86岁，苏联政治人物，苏共鄂木斯克州委第一书记（1989年－1990年）。[202]
- 荷西·馬拉納奧（葡萄牙語：José Maranhão），87歲，巴西政治人物，參議員（2003年－2009年，2015年起）、帕拉伊巴州州長（1995年－2002年，2009年－2011年），死於COVID-19。[203]
- 让-克洛德·卡里埃（法語：Jean-Claude Carrière），89歲，法國作家、編劇，代表作《中產階級拘謹的魅力》。[204]
- 杜文成，90岁，中国政治人物，原重庆市科学技术协会正局级巡视员。[205]
- 西里尔·曼戈（英語：Cyril Mango），92岁，英国历史学家。[206]
- 任金兰，92岁，中国政治人物，曾任重庆市第二商业局副局长、重庆市供销社副主任。[207]
- 唐裕，94岁，印尼社会活动家、实业家。[208]

### 7日
- 徐欽鴻，65歲，臺灣政治人物，苗栗縣議員，因病逝世。[209]
- 罗恩·赖特（英語：Ron Wright），67歲，美國政治人物，聯邦眾議員（2019年起），首位因2019冠狀病毒病身亡的現任美國國會議員。[210]
- 王坤復，75歲，臺灣企業家，健身器材大廠力山工業董事長。[211]
- 莉蓮娜·布雷迪（英语：Lilliane Brady），90歲，澳大利亚政治人物，科巴郡（英语：Cobar Shire）市長（1995年－1999年，2001年－2004年，2007年起），新南威爾斯州歷史上服務時間最長的女市長。[212]
- 程镕时，92岁，中国高分子物理及物理化学家，南京大学教授，中国科学院院士。[213]
- 张金铎，95岁，中国政治人物，原中共广州市纪委副书记。[214]
- 朱塞佩·羅通諾（義大利語：Giuseppe Rotunno），97歲，義大利攝影師，英國電影和電視藝術學院獎最佳攝影獎得主，代表作《爵士春秋》，美國電影攝影師協會第一位非美國籍會員。[215]
- 薇拉·科恩（英語：Vera Cohen），104歲，英國足球迷，曼徹斯特城足球俱樂部終身球迷、近90年季票持有人。[216]

### 6日
- 亚历山大·科兹洛夫（俄語：Александр Козлов），71岁，俄罗斯政治人物，奥廖尔州州长（2009年－2014年）。[217]
- 张可礼，85岁，中国古典文学研究专家，山东大学文学院教授。[218]
- 李茂斋，94岁，中国政治人物，原西藏自治区劳动人事局副局长。[219]
- 郑新，95岁，中国中医肾病专家，重庆市中医院主任医师，第二届国医大师。[220]
- 颜济，96岁，中国小麦育种专家，四川农业大学教授。[221]
- 钟沛璋，96岁，中国新闻工作者，原中共中央宣传部新闻局局长。[222]
- ，100歲，美國政治人物，美國國務卿（1982年－1989年）、美國財政部長（1972年－1974年）。[223]

### 5日
- 弗拉基米爾·維索茨基（俄語：Владимир Высоцкий），66岁，俄羅斯軍事人物，俄羅斯海軍總司令（2007年－2012年）。[224]
- 朱永德，78岁，中国电影摄影师，曾任上海电影制片厂厂长。[225]
- 周明海，86岁，中国政治人物，原广西广播电视大学副校长（1988年－1995年）。[226]
- 陈和鼎，89岁，中国画家，清华大学美术学院副教授。[227]
- 张光皓，89岁，中国政治人物，中共广西壮族自治区党委原秘书长。[228]
- 朱家恺，90岁，中国显微外科专家，原中山医科大学副校长。[229]
- ，91歲，加拿大演員，奥斯卡最佳男配角奖得主，代表作《真善美》、《新手人生》、《金錢世界》。[230]
- 沈忠厚，93岁，中国油气井工程技术专家，中国工程院院士。[231]
- 潘为明，95岁，中国政治人物，原文昌县人大常委会副主任。[232]
- 云世英，96岁，中国政治人物，中央纪委驻公安部纪检组原组长，第八届全国政协委员。[233]
- 露絲·戴陽（英语：Ruth Dayan），103歲，以色列女商人、社會活動家，以色列時裝公司Maskit（英语：Maskit）創始人，以色列將軍、部長摩西·戴陽第一任妻子。[234]

### 4日
- 聖地亞哥·加西亞（西班牙語：Santiago García），30歲，烏拉圭足球運動員，效力於葛度爾古斯，曾效力蒙特維多國民隊、蒙特維多河床。[235]
- 初春霖，58岁，中国政治人物，中国农业大学园艺学院党委书记。[236]
- 尼古拉·菲拉托夫（俄语：Филатов, Николай Николаевич (медик)），66歲，俄羅斯科學家，莫斯科首席國家衛生醫師、俄羅斯科學院通訊院士。[237]
- 哈尚文，77岁，中国政治人物，武汉市外事办公室副主任（1995年－2001年）、巡视员（2001年－2005年）。[238]
- 塞繆爾·韋斯特，第三代韋斯特男爵（英语：Samuel Vestey, 3rd Baron Vestey），79歲，英國貴族、地主，御馬官（1999年－2018年）。[239]
- 吴山明，80岁，中国画家，中国美术学院教授。[240]
- 王斯德，84岁，中国历史学者，华东师范大学历史学系教授。[241]
- 戴炜华，85岁，中国语言学家，上海理工大学教授。[242]
- 马增蕙，85岁，中国单弦表演艺术家。[243]
- 李在一（韓語：리재일），86岁，朝鲜政治人物，朝鲜劳动党中央委员会宣传部第一副部长（2004年－2014年）。[244]
- 丁益宏，91岁，中国政治人物，原中共醴陵县委书记。[245]
- 刁长庆，95岁，中国政治人物，原784厂党委书记。[246]
- 肖岗，97岁，中国政治人物，中国侨联原副主席。[247]
- 亨利克·科祖布斯基（俄语：Козубский, Хенрик），109歲，波蘭藝術家、社會活動家，克拉科夫市議員、維利奇卡市議員。[248]

### 3日
- 赵英俊，43岁，中国男歌手，演员，死於肝癌。[249]
- 张昭，58岁，中国企业家，乐视影业原CEO。[250]
- 王秋蘭（愛靜），66歲，台灣排灣族創作女歌手阿爆（阿仍仍）的母親，睡夢中辭世。[251]
- 吉勒·福科尼耶（法語：Gilles Fauconnier），76岁，法国语言学家。[252]
- 葛蘭特·傑克森（英语：Grant Jackson (baseball)），78歲，美國職業棒球運動員，死於COVID-19[253][254]。
- 江春泽，85岁，中国经济学家。[255]
- 李家康，90岁，中国三弦艺术家。[256]
- 卢英贤，92岁，中国政治人物，原浙江省水产局党组书记。[257]
- 李竞，92岁，中国天文学家，中国科学院国家天文台研究员。[258][259]

### 2日
- 丹尼爾·阿爾芬（英语：2021 Sunrise, Florida shootout），36歲，美國聯邦調查局探員，在佛羅里達州日出市執行兒童色情案搜查令時，遭遇槍戰殉職。[260]
- 勞拉·施瓦岑貝格（英语：2021 Sunrise, Florida shootout），43歲，美國聯邦調查局探員，在佛羅里達州日出市執行兒童色情案搜查令時，遭遇槍戰殉職。[260]
- 金寶慶（韓語：김보경），44岁，韩国演员，死于肝癌。[261]
- 王书金，53岁，中华人民共和国死刑犯，聂树斌案疑凶。注射死刑。[262]
- 车庆明，62岁，中国药学家，北京大学药学院教授。[263]
- 郭立椿，64歲，香港資深復康顧問，香港電台節目主持人，病逝。[264]
- 阿爾伯特·黑爾（英语：Albert Hale），70歲，美國政治人物，納瓦霍國總統（1995－1998年），死於COVID-19。[265]
- 让-弗朗索瓦·沃盖（法語：Jean-François Voguet），71岁，法国政治人物，参议院议员（2004年－2011年），死于COVID-19。[266]
- 米莉·休斯-富尔福（英语：Millie Hughes-Fulford）（英语：Millie Elizabeth Hughes-Fulford），75岁，医学调查员，分子生物学家和NASA有效载荷专家，于1991年乘坐NASA哥伦比亚号航天飞机执行STS-40太空实验任务。[267]
- 张岩贵，77岁，中国经济学家，南开大学教授。[268]
- 苏正国，80岁，中国政治人物，云南省政协副主席（2000年－2008年）、云南省工商业联合会会长（1997年－2000年）。[269]
- 勞勃·C·瓊斯（英语：Robert C. Jones），84歲，美國剪輯師和編劇。[270]
- 鄭寧，85歲，英國殖民地政務官，香港核數署署長（1992年－1995年）。[271]
- 刘证，87岁，中国教育工作者，原鞍山钢铁学院副院长。[272]
- 盘佐杰，90岁，中国政治人物，原广西壮族自治区供销合作社主任。[273]
- 爱德华·巴比乌赫（波蘭語：Edward Babiuch），93岁，波蘭共產主義政治人物，部長會議主席（1980年）。[274]
- 张知远，98岁，中国政治人物，辽宁省革命委员会副主任（1977年－1979年）、辽宁省人民政府副省长（1980年－1985年）、辽宁省人大常委会副主任（1985年－1993年）。[275]
- 汤姆·穆尔爵士（英語：Sir Tom Moore），100歲，英國退役上尉，第二次世界大戰期間曾在英國陸軍服役，金氏世界紀錄作為個人在慈善籌款活動中籌集的資金最多的人，死於COVID-19。[276]

### 1日
- 達斯汀·戴亞蒙德（英语：Dustin Diamond），44歲，美國男演員。死於肺癌。[277]
- 劉啟光，63歲，台灣商人，世界先進行政副總經理、公司代理發言人，死於主動脈瘤破裂。[278]
- 辛桂梓，64岁，中国政治人物，中共云南省委组织部部长（2008年－2011年）、中共辽宁省委组织部部长（2011年－2016年）、辽宁省政协副主席（2017年－2018年）。[279]
- 理夏德·舒尔科夫斯基（波蘭語：Ryszard Szurkowski），75歲，波蘭公路自行车赛選手，1972年慕尼黑奧運銀牌、1976年蒙特婁奧運銀牌得主。[280]
- 苏国勋，79岁，中国社会学家，中国社会科学院社会学研究所社会理论研究室原主任。[281]
- 田原賢一（日語：田原 賢一），81岁，日本数学家，爱知教育大学校长。[282]
- 亚历山大·纳扎尔丘克（俄語：Александр Назарчук），81岁，俄罗斯政治人物，农业部部长（1994年－1996年）。[283]
- 吴松刚，83岁，中国工业微生物学专家，福建师范大学教授，第六、七、八届全国人大代表。[284]
- 約翰·史威尼（英語：John Sweeney），86岁，美国工运领袖。[285]
- 越智通雄（日語：越智 通雄），91歲，日本政治人物，前經濟企劃廳長官。[286]
- 石先，99岁，中国政治人物，陕西省总工会原副主席。[287]
- 马春芳，99岁，中国政治人物，曾任中共雁北地委宣传部部长。[288]
- 张薰华，100岁，中国经济学家，复旦大学教授。[289]